# Frederik Schram
Frederik August Albrecht Schram (ur. 19 stycznia 1995) – islandzki piłkarz grający na pozycji bramkarza w FC Roskilde. Uczestnik Mistrzostw Świata 2018.

## Kariera klubowa
Urodził się i wychował w Danii, jednakże jego matka jest Islandką. Treningi piłkarskie rozpoczął w Dragør Boldklub, później trenował w B93 i Brøndby IF, a następnie wrócił do Dragør, z którego w lipcu 2013 trafił do Odense Boldklub. We wrześniu 2014 przeszedł do FC Vestsjælland. W kwietniu 2016 trafił do FC Roskilde, w którym zadebiutował 17 kwietnia 2016 w przegranym 1:2 meczu z AC Horsens. W czerwcu 2016 przedłużył kontrakt z klubem do dwóch lat. W lipcu 2019 podpisał półroczny kontrakt z SønderjyskE, jednak miesiąc później został wypożyczony do Lyngby BK. Jego umowa z SønderjyskE nie została przedłużona po zakończeniu roku i na początku 2020 roku podpisał półroczny kontrakt z Lyngby BK. W sierpniu 2020 przedłużył umowę z Lyngby do lata 2022.
Latem 2022 został zawodnikiem islandzkiego Knattspyrnufélagið Valur, z którym podpisał 2,5-letni kontrakt. W Besta-deild karla zadebiutował 11 lipca 2022 w przegranym 0:3 meczu z Knattspyrnudeild Keflavík. W listopadzie 2024 FC Roskilde ogłosiło powrót Schrama do tego klubu.

## Kariera reprezentacyjna
Młodzieżowy reprezentant Islandii w kadrach od U-17 do U-21. W dorosłej reprezentacji zadebiutował 8 lutego 2017 w przegranym 0:1 meczu z Meksykiem. 11 maja 2018 znalazł się w grupie 23 zawodników powołanych na mistrzostwa świata.